# ونهام (ماساچوست)
ونهام(به انگلیسی: Wenham) شهرکی در شهرستان اسکس ایالت ماساچوست می‌باشد که در سال ۱۶۴۳ بنیان‌گذاری شده‌است. این شهرک در سرشماری سال ۲۰۱۰ میلادی، ۴٬۸۷۵ نفر جمعیت داشته‌است.